# Bronislavas
Bronislavas ist ein litauischer männlicher Vorname, abgeleitet von polnischem Bronisław. Die Abkürzung ist Bronius.

## Personen
- Bronislavas Juozas Kuzmickas (1935–2023),  Philosoph und Professor, Politiker, Mitglied des Seimas